# Viljem Pšeničny
Viljem Pšeničny, slovenski ekonomist
V letih 2010 in 2011 je bil državni sekretar na Ministrstvu za gospodarstvo v 9. vladi. S tega položaja je odstopil in postal dekan fakultete Doba. Pred tem je bil od leta 2002 generalni sekretar Obrtno-podjetniške zbornice Slovenije, ki mu je ob odhodu izplačala 146.000 evrov bruto odpravnine.
Sodeloval je pri Dnevnikovem projektu Gazela.

## Študij
Leta 1980 je diplomiral, leta 2003 pa doktoriral na Ekonomski fakulteti v Ljubljani.

## Zasebno
Poročen je s Sandro Pšeničny.